# Spatodea zvonkovitá
Spatodea zvonkovitá (Spathodea campanulata) je tropický strom z čeledi trubačovité. Je to jediný druh rodu spatodea. Dorůstá výšky až 35 metrů, má zpeřené listy a nápadná květenství velkých, oranžových, zvonkovitých květů. Pochází z tropické západní Afriky a je pěstován jako okrasná dřevina v tropech celého světa. Květy mají zajímavou biologii opylování.
Na tichomořských ostrovech se spatodea zvonkovitá vymkla kontrole a patří tam mezi invazní druhy. Byla zařazena mezi 100 nejhorších invazních druhů světa.

## Popis
Spatodea zvonkovitá je opadavý až stálezelený strom dorůstající výšky 10 až 35 metrů. Kmen starších stromů má někdy u paty slabé opěrné pilíře. Mladé větévky jsou chlupaté až téměř lysé. Listy jsou vstřícné, lichozpeřené, až 50 cm dlouhé, složené ze 4 až 8 párů celokrajných lístků. Lístky jsou eliptické až podlouhlé, až 15 cm dlouhé, na bázi krátce klínovité. Žilnatina je zpeřená, tvořená asi 6 páry postranních žilek. Květy jsou tlustě stopkaté, uspořádané v chudých, vrcholových hroznech. Kalich je zahnutý, v poupěti kompletně srostlý a později na hřbetní straně pukající téměř až k bázi. Koruna je oranžová až červená se žlutým lemem, široce zvonkovitá, silně dvoustranně souměrná, 10 až 12 cm dlouhá, zakončená 5 laloky. Tyčinky jsou 4, vyčnívající z květů. Semeník je drobný. Čnělka je jen o málo delší než tyčinky a nese dvoulaločnou bliznu. Tobolky jsou úzké, 15 až 20 cm dlouhé. Pukají jedním švem. Semena jsou plochá, 8 mm velká, obklopená kolem dokola průsvitným křídlem.

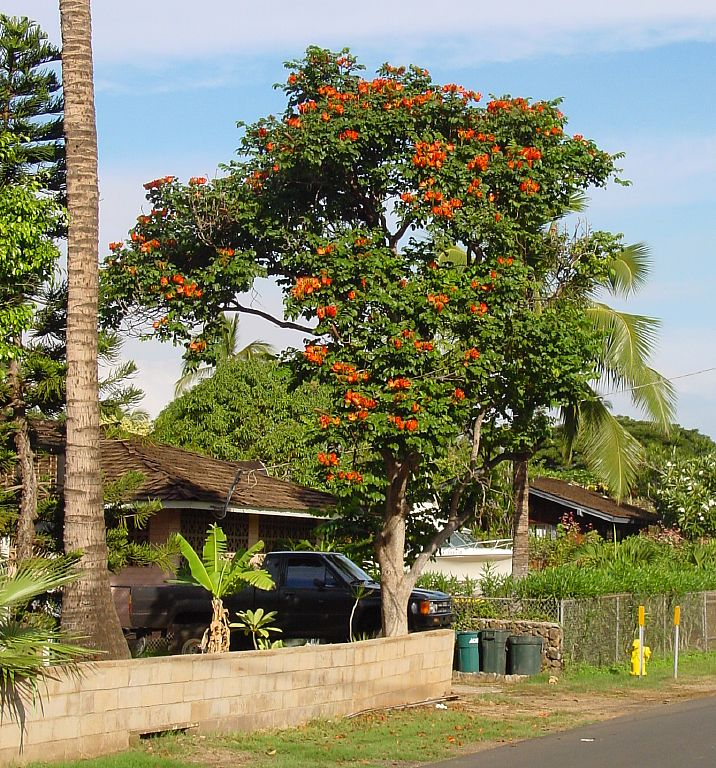
Spatodea jako pouliční strom
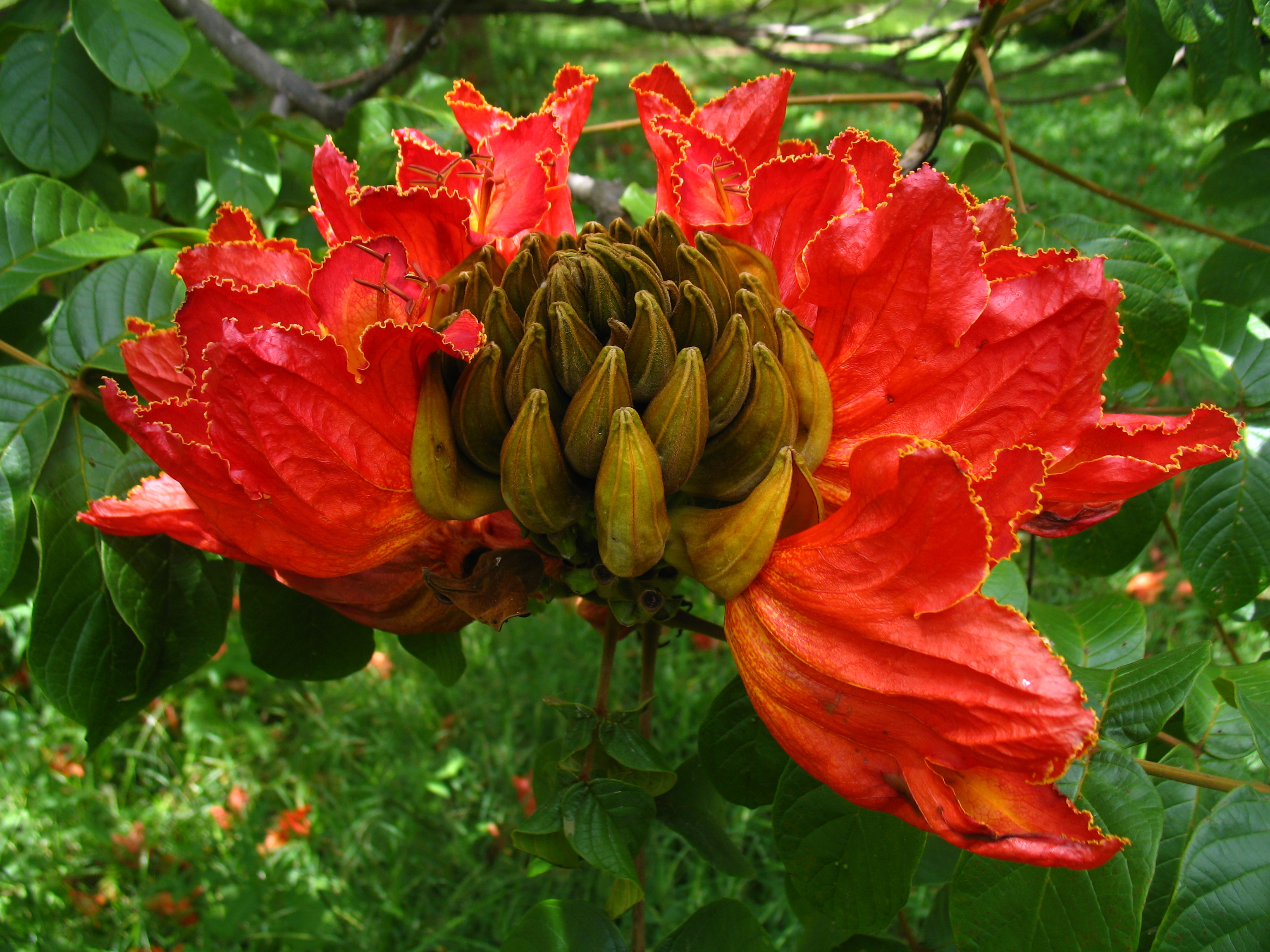
Květenství spatodey
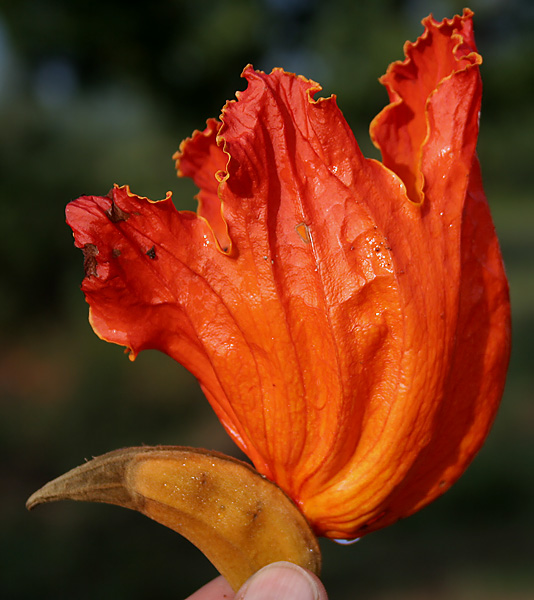
Detail květu

## Rozšíření
Druh pochází z tropické západní Afriky, odkud přesahuje do Konga a Angoly. Roste v sekundárních a opadavých lesích a v řídké stromové vegetaci na savanách, v nadmořských výškách do 2000 metrů.

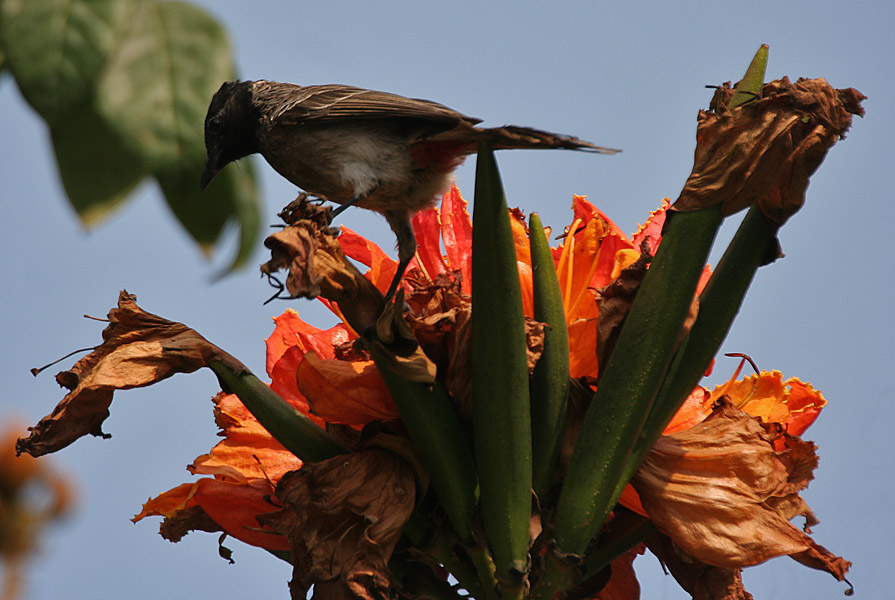
Bulbul šupinkový (Pycnonotus cafer) na květech spatodey

## Ekologické interakce
Spatodea má zajímavou biologii opylování. Květy jsou cizosprašné a rozkvétají v období sucha. Jsou opylovány ptáky, mnohé znaky však poukazují na dřívější přizpůsobení opylování netopýry. Kalich je v průběhu vývoje květu naplněn tekutinou a koruna se tedy vyvíjí ve vodním prostředí. Když se koruna rozvíjí, větší část vody zůstane v korunní trubce a ve zvonkovité části koruny. Květy se otevírají na noc (kolem 21. hodiny), o půlnoci jsou již plně rozvité. Mezi 4. a 5. hodinou ranní se začíná uvolňovat pyl, okolo 8. hodiny se rozlepují oba laloky blizny a ta je následně receptivní až do pozdního večera následujícího dne. Pokud je blizna opylena, oba laloky se k sobě opět přikládají. Do tekutiny v květu se uvolňuje nektar až do koncentrace cukrů okolo 9,5 %. Pokud není nektar odebírán, produkce se okolo 6. hodiny ranní zastavuje. Při odebrání kališní tekutiny s nektarem se jejich produkce obnovuje.
Drobná křídlatá semena dozrávají asi 8 týdnů po opylení a šíří se ještě v průběhu suchého období větrem. Někteří ptáci (v Asii např. majna obecná, vrána domácí, vrána hrubozobá, alexandr malý aj.) plody otevírají a semena konzumují.

## Význam
Spatodea zvonkovitá je považována za jeden z nejkrásnějších kvetoucích afrických stromů. Je pěstována v tropech celého světa a místy i zplaňuje. Na Cejlon byla dovezena v roce 1873. Semena spatodey jsou jedlá a jsou v mnohých oblastech Afriky konzumována. Dřevo je měkké, světle hnědé a používá se zejména na výrobu bubnů a k vyřezávání. Kůra má projímavý a antiseptický účinek. V medicíně jsou používána i semena, květy a kořeny.

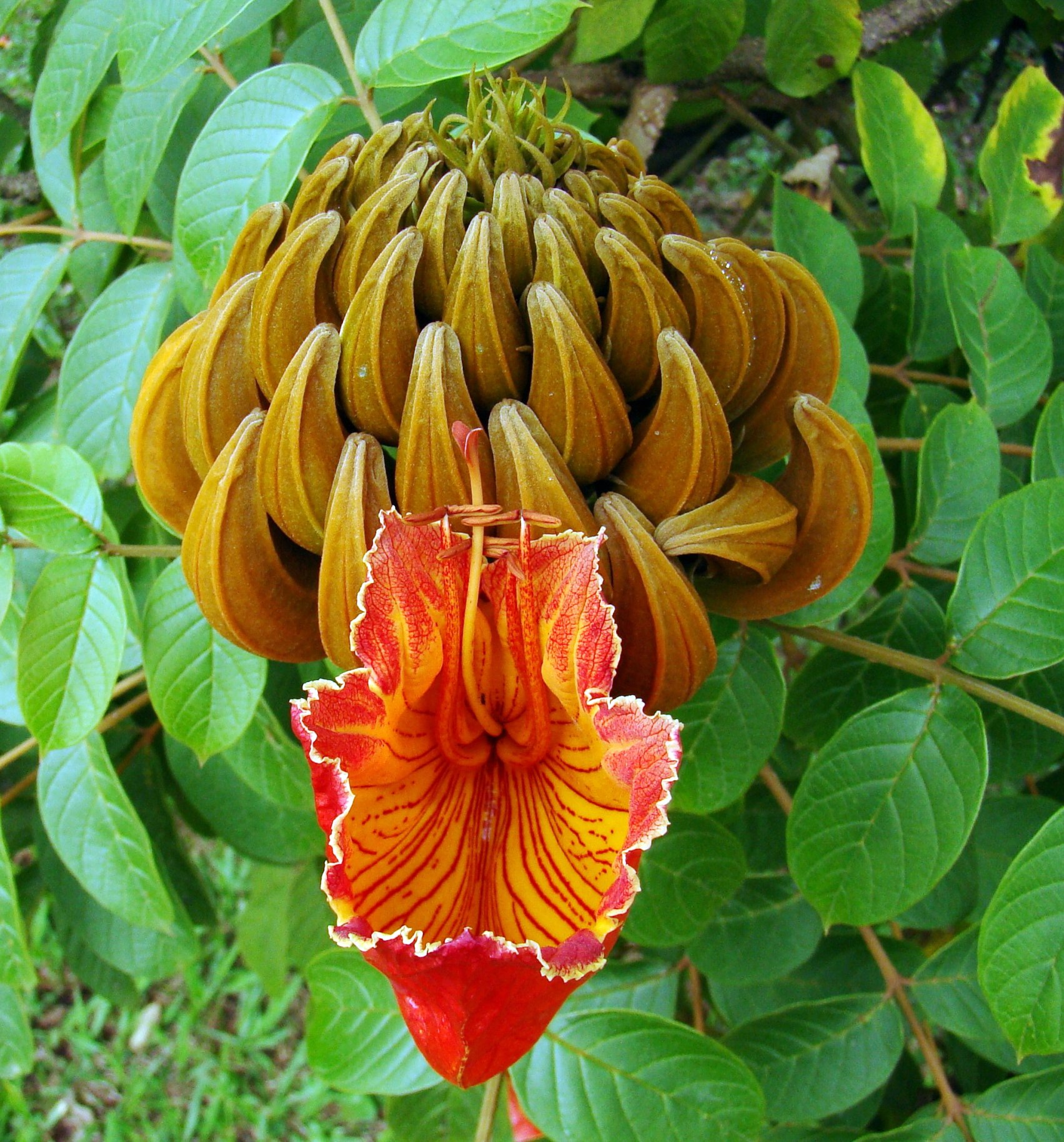
Květenství spatodey
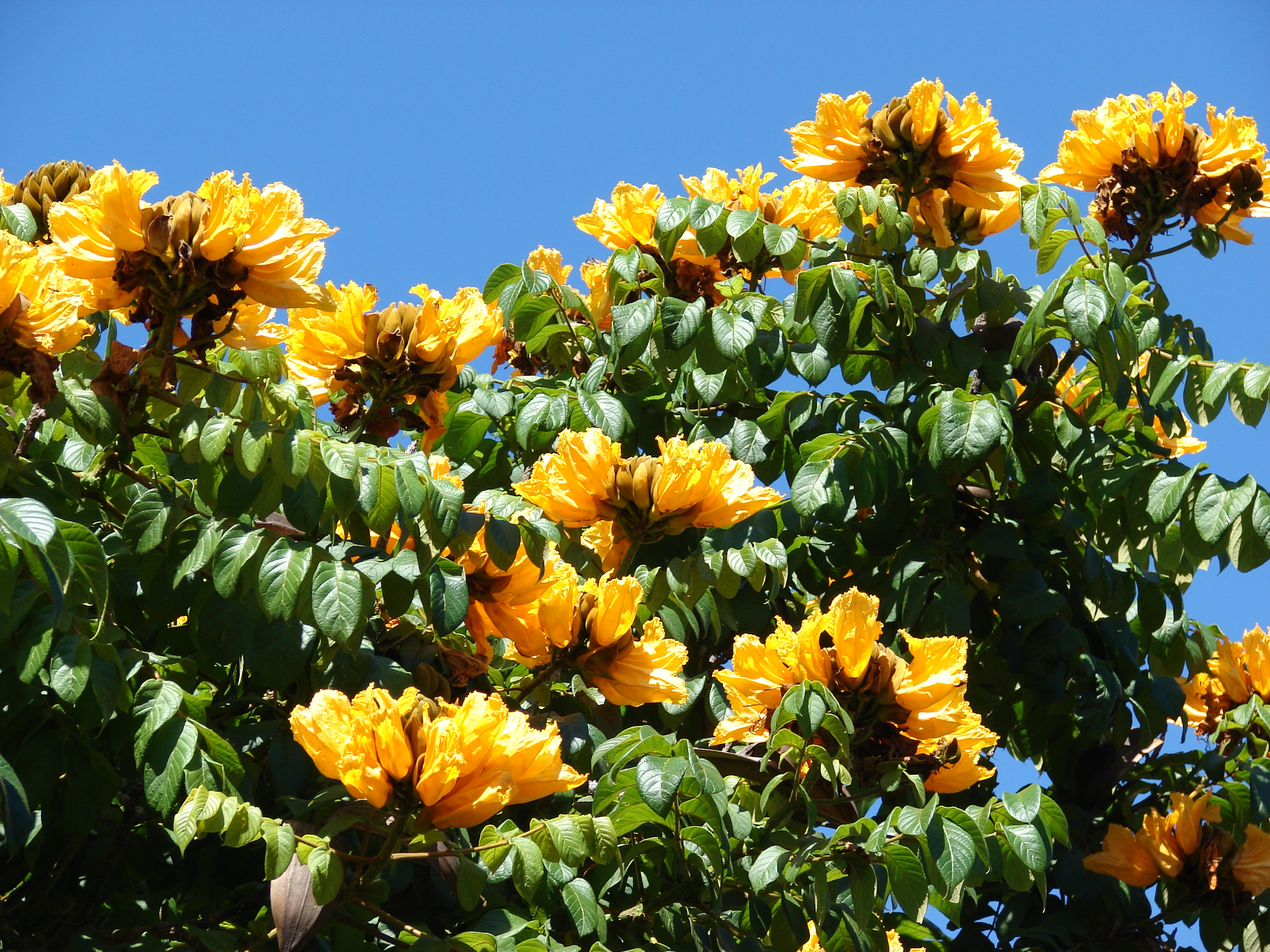
Žlutokvětá forma spatodey